# Петенский бассейн
Петенский бассейн — географическая область в Мезоамерике, расположенная в северной части современного государства Гватемала, практически полностью на территории департамента Петен. С востока ограничена горами Майя. Бассейн дренируется рекой Белиз, рекой Усумасинта и её притоком Сан-Педро. В центральной и восточной частях бассейна лежит группа озёр, крупнейшими из которых являются Петен-Ица и Яша (исп. Lago Yaxhá).
Во время позднего периода предклассической эры и в классическую эру (по мезоамериканской хронологии) в этом районе процветали многие крупные центры цивилизации майя, например Тикаль. Там же возникли майяское письмо и архитектура майя петенского стиля. В этом регионе расположены места археологических раскопок, называющиеся Ла-Суфрикайя и Олмуль.